# 帕利 (匈牙利)
帕利，是匈牙利杰尔-莫雄-肖普朗州所辖的一个村。总面积19.58平方公里，总人口352，人口密度18.0人/平方公里（2011年1月1日）。